# Vall de Barravés
La Vall de Barravés és una vall dels Pirineus centrals, al vessant sud. Forma la capçalera del riu Noguera Ribagorçana. La major part de la vall pertany al terme municipal de Vilaller, tot i que alguns trossos pertanyen al terme ribagorçà d'administració aragonesa de Montanui. La pràctica totalitat de la vall és a la comarca de l'Alta Ribagorça, tot i que el terme municipal de Vielha e Mijaran ocupa alguns espais de la part alta de la vall, a l'entorn del Túnel de Viella, sobretot.
Els límits d'aquesta vall segueixen les carenes de les muntanyes que l'envolten. D'aquestes muntanyes, les més importants són: al nord, dominant visualment la vall, el Pic del Port de Viella (conegut com a Pic de Sarraera), de 2.605 metres d'altitud. Per la part de ponent, Tuc de Molières (o Mulleres), Russell i Pic de Vallibierna, tots de més de tres mil metres, i per la part de llevant els Besiberri del Nord, del Mig i Sud i el Comaloforno, que superen també aquella alçada.
El límit nord coincideix, doncs, amb l'eix axial pirinenc i les valls de l'Éssera i d'Aran. A l'est limita amb la Vall de Boí, i a l'oest amb la vall de Castanesa. Pel sud arriba fins a la confluència amb aquestes dues valls, a uns 900 metres d'altitud.
Pel sud, tanquen aquesta vall els tossals de Tossal de Miravet i el Tossal Roi, el primer dins del terme de Montanui, el segons dins del de Llesp, actualment en el del Pont de Suert.
Dona nom a la vall -o a la inversa- l'antic monestir de Sant Andreu de Barravés, que tingué un pes important a darreries de l'alta edat mitjana a l'Alta Ribagorça. No hi ha notícies exactes sobre l'emplaçament d'aquest monestir, però darrerament se l'ha relacionat amb el solar de la casa d'Arro, en terme de Montanui.

## Geologia de la Vall de Barravés
Geològicament és formada pels plegaments hercinians. Els materials són molt diversos, atesa l'extensió de la vall. Destaca, al nord, el granit normal. A l'oest, n'hi ha de calcaris, molt visibles a Vallhiverna i la rodalia. Són freqüents també les pissarres i els materials sedimentaris.
L'erosió glacial va ésser determinant en la formació de la morfologia actual, ja que les grans geleres ocupaven la pràctica totalitat de la vall i arribaven aigües avall de Vilaller. Els fenòmens periglacials subsegüents han modelat els barrancs laterals i el mateix fons de la vall. Es troben restes morèniques al fons i a banda i banda de la vall, a alçades i distàncies importants sobre l'actual llit del riu.

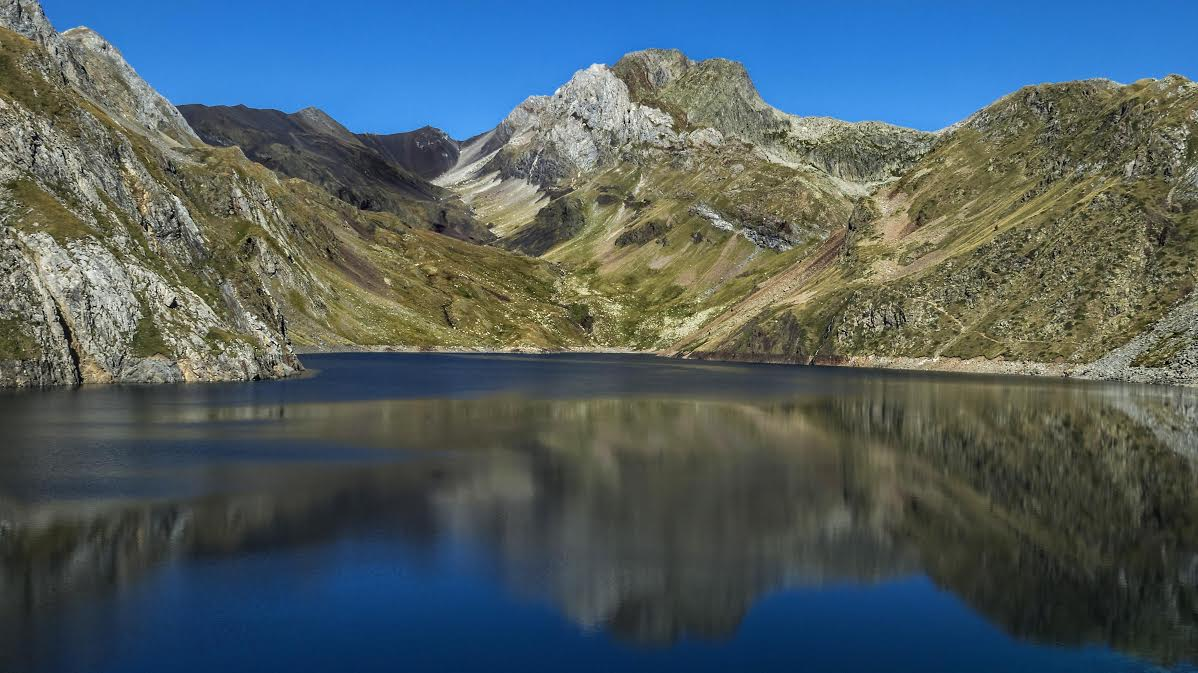
Estany de Llauset

Plegaments i erosions han donat lloc a una sèrie de valls laterals. Les més destacables per la seva mida són: la vall de Molières (o Mulleres), amb tres estanys i on neix el riu Noguera Ribagorçana i, enfrontada a aquesta, la vall de Conangles. Immediatament al sud, la vall de Besiberri. Més al sud, i al costat oest de la vall de Barravés, hi ha la vall de les Salenques, i al mateix costat, tot seguit, la vall de Llauset, on a la dècada dels setanta es va construir una presa en un petit estany, que va esdevenir un gran embassament. Hi ha altres valls, fontanes i barrancs més petits (Fenerui, Gelada, de Riumalo, de Forcat, de Senet...).

## Una vall a mig camí entre l'Aragó, Catalunya i l'Aran
Administrativament, és un territori força repartit: Ribagorça la part aragonesa, municipi de Montanui. Vall d'Aran la zona nord, terme de Vielha e Mijaran. Alta Ribagorça la resta, però encara aquesta repartida entre els municipis de Vilaller –la major part– i Vall de Boí (nom actual del municipi de Barruera).
És travessada en direcció N-S per la carretera N-230, amb un important trànsit de vehicles pesants els dies feiners i de vehicles de turisme els festius. Hi ha transport públic, servit per l'empresa Alsina Graells.

### Viles destacades de la vall
Les poblacions més importants són:
Vilaller, on són la totalitat dels serveis de la vall (comerços, farmàcia, escola, oficina d'una caixa d'estalvis, hotels, fins i tot un petit heliport), que té uns 650 habitants. Situat a la part baixa de la vall, vora el riu, a 1.000 metres d'altitud. El seu terme té 58 quilòmetres quadrats.
Montanui, a la part aragonesa de la Ribagorça, amb un terme municipal de gran extensió (174 quilòmetres quadrats). Té uns 250 habitants. Està situat a 1.200 metres d'altitud.
Hi ha altres nuclis de població: Aneto i Senet són les més septentrionals de la vall, i tenen al voltant de 20 habitants cadascun.
Bono, Forcat, Vinyals, Estet, Ginast, Casós i Cierco són altres petits pobles. Alguns d'aquests no tenen població permanent.
A la vall existeixen també: una benzinera, restaurants, cases de pagès que donen allotjament, dos càmpings, una hípica, i és seu d'una associació conservacionista dita La Boixeriga Arxivat 2018-03-17 a Wayback Machine..
Malgrat la diferent adscripció administrativa d'un i altre costat del riu, tota la vall és una unitat social, cultural i econòmica. La parla general actual és la catalana ribagorçana. Les formes lingüístiques pròpies de la regió –molt peculiars– es conserven només en unes poques persones en diferents graus, ja d'edat avançada la majoria. Si no es procura el seu manteniment, aquesta varietat dialectal acabarà desapareixent.

## Activitats econòmiques
L'activitat principal és la ramaderia: vaques d'engreix i ovelles, herba per dallar i prats de pastura. El turisme és una activitat complementària, malgrat que dia a dia guanya pes econòmic i proporciona ja la meitat dels llocs de treball.
Són molt importants les instal·lacions hidroelèctriques, amb una central reversible (anomenada Moralets) que combina Baserca (pantà de Senet) i Llauset. Són propietat d'ENDESA, per fusió amb ENHER, que és la societat que les va construir. No representen cap altre impacte econòmic per a la regió que la fiscalitat de les instal·lacions –molt minsa– i que tributen a l'ajuntament de Montanui.
Històricament, el nom "...de Barravés" és ja documentat al segle xi (per raó de la donació de l'església de Cóll a Sant Andreu de Barravés), actualment, però, en ser repartida la vall entre tres comarques (Vall d'Aran, Ribagorça i Alta Ribagorça), les referències i localitzacions es fan sota la forma administrativa. Mossèn Anton Navarro (fill de Vilaller, any 1867) canta al riu Noguera i a la vall de Barravés al "Poemari del Ribagorça", que precisament comença "Des de les fonts de Mulleres… a les planes de Corbins…".
En l'àmbit cultural són conegudes les baixades de falles, cap a Sant Joan, a Senet i a Aneto, i la fira de bestiar de Vilaller. Les capelles i esglésies –en general poc importants– de les poblacions són romàniques, amb restes preromàniques en algunes. Part de la vall és dintre de la zona d'especial protecció del Parc Nacional d'Aigüestortes i Estany de Sant Maurici i –una altra part– del Parc de Posets-Maladeta.
Es practica també la caça major i la pesca de truites.
Les activitats de muntanya són nombroses: alpinisme i escalada als pics més alts. Esquí de muntanya a la zona del Pic de Mulleres, de Vallhiverna o de Gelada. Senderisme, ja que la vall és travessada pel GR-11 i les seves variants i altres camins d'interès: la "Ruta de la Fauna" a Senet, l'antic Camí Reial i del Port de Viella... Pistes i camins són aptes generalment per a la pràctica de bicicleta tot-terreny. A Vilaller, Aneto i Senet hi ha cases de colònies –campaments d'estiu– que acullen any rere any centenars de joves d'arreu del país.